# Аверенка
Аве́ренка (рос. Аверенка) — селище у складі Краснощоковського району Алтайського краю, Росія. Входить до складу Суєтської сільської ради.

## Населення
Населення — 73 особи (2010; 70 у 2002).
Національний склад (станом на 2002 рік):
- росіяни — 96 %